# Trendtours Touristik
Die Trendtours Touristik GmbH (Eigenschreibweise: trendtours) ist ein deutscher Reiseveranstalter mit Sitz in Eschborn.

## Geschäftszahlen
2018 und 2019 reisten über 400.000 Menschen mit Trendtours.

## Geschichte
Trendtours wurde 2005 von Werner Scheidel gegründet, der es bis zu seinem Ausscheiden als alleiniger Geschäftsführer leitete. Im Verlauf des Jahres 2018 verkaufte er Trendtours an die Beteiligungsgesellschaft Bregal Unternehmerkapital GmbH der Familie Brenninkmeijer. Ende 2018 stieg die Project A Services GmbH & Co. KG als weiterer Investor bei Trendtours ein.
Seit Februar 2019 ist Markus Daldrup Geschäftsführer, zusätzlich zu den zunächst eingesetzten Geschäftsführern David Firle und Christian Holz. Als vierter Geschäftsführer des mittelständischen Direktreiseveranstalters trat ebenfalls im Februar 2019 Dirk Föste in das Unternehmen ein. Im Verlauf des Jahres 2020, als es zu einem Stellenabbau bei Trendtours kam, wurde Föste als Geschäftsführer nicht länger aufgeführt.
Um Verluste infolge der Covid-Pandemie aufzufangen, erhielt Trendtours 2021 aus dem Wirtschaftsstabilisierungsfonds einen Kredit in Höhe von 23 Millionen Euro.
Im Juni 2022 zog das Unternehmen von Kriftel nach Eschborn um. Mit 25 % mehr Fläche bietet die neue Unternehmenszentrale Platz für Wachstum. Laut Markus Daldrup soll die Mitarbeiterzahl um 20 % aufgestockt werden. Schon im Dezember 2021 gab er an, der Reiseveranstalter sei mit einer Belegschaft von "160 Mitarbeitern (...) größer als vor der Pandemie".
Mit dem Umzug nach Eschborn wurde auch das Logo des Reiseveranstalters modernisiert.

## Produkte und Dienstleistungen
Trendtours bietet eigene Flug-, Bus- und Schiffsreisen sowie Kur-, Erlebnis- und Erholungsurlaube im Direktvertrieb an. Zielgruppe sind insbesondere Best Ager über 55 Jahren. Die Reiseangebote bieten besonders viele Inklusivleistungen und ein umfassendes Ausflugsprogramm vor Ort. Seit 2020 vertreibt Trendtours seine Reisen zusätzlich auf dem klassischen Weg über Reisebüros. 2019 wurde das Produktportfolio durch Kleingruppenreisen erweitert und seit 2021 werden auch Badeurlaube in ausgewählten Hotels und Destinationen als Pauschalreise angeboten.